# Diecezja Nowego Nachiczewanu i Rosji
Diecezja Nowego Nachiczewanu i Rosji – diecezja Apostolskiego Kościoła Ormiańskiego z siedzibą w Moskwie. Obejmuje swoim zasięgiem Rosję, Białoruś, Mołdawię, Kazachstan, Kirgistan, Tadżykistan, Turkmenistan i Uzbekistan. Aktualnym biskupem diecezji jest Jezras Nersisjan.